# Giro d'Itàlia de 1952
El Giro d'Itàlia de 1952 fou la trenta-cinquena edició del Giro d'Itàlia i es disputà entre el 17 de maig i el 8 de juny de 1952, amb un recorregut de 3.964 km distribuïts en 20 etapes, dues d'elles contrarellotge individual. 112 ciclistes hi van prendre part, acabant-la 91 d'ells. La sortida i arribada es feu a Milà.

## Història
El Giro d'Itàlia comença a agafar una major rellevància internacional, com ho demostra a presència de ciclistes provinents de 9 estats, set d'ells provinents de l'estat espanyol: Bernardo Ruiz, Jesús Loroño, Dalmacio Langarica, Andreu Trobat, Francesc Massip, Jaime Montaña i Félix Bermúdez. D'aquests sols Bernardo Ruiz finalitzà la cursa.
Fausto Coppi s'adjudicà amb autoritat el seu quart Giro d'Itàlia, sent acompanyat al podi pel vencedor de l'edició passada, Fiorenzo Magni, i el suís Ferdi Kübler. El francès Raphaël Géminiani guanyà la classificació de la muntanya.

## Equips
En aquesta edició hi van prendre part 16 equips integrats per set ciclistes cadascun, per formar un gran grup de 112 ciclistes.
| Núm   | Codi | Equip    |
| ----- | ---- | -------- |
| 1-7   | GAN  | Ganna    |
| 8-14  | BAR  | Bartali  |
| 15-21 | LEG  | Legnano  |
| 22-28 | ATA  | Atala    |
| 29-35 | GAR  | Garin    |
| 36-42 | BEN  | Benotto  |
| 43-49 | FIO  | Fiorelli |
| 50-56 | FRE  | Fréjus   |

| Núm     | Codi | Equip      |
| ------- | ---- | ---------- |
| 57-63   | GUE  | Guerra     |
| 64-70   | ARB  | Arbos      |
| 78-84   | WEL  | Welter     |
| 85-91   | NIL  | Nilux      |
| 92-98   | BIA  | Bianchi    |
| 99-105  | GIR  | Girardengo |
| 106-112 | BOT  | Bottecchia |
| 113-119 | TOR  | Torpado    |

## Etapes
| Etapa | Data       | Recorregut                  | Km  | Vencedor d'etapa          | Líder de la general       |
| ----- | ---------- | --------------------------- | --- | ------------------------- | ------------------------- |
| 1a    | 17 de maig | Milà – Bolonya              | 217 | Giorgio Albani (ITA)      | Giorgio Albani (ITA)      |
| 2a    | 19 de maig | Bolonya - Montecatini Terme | 197 | Angelo Conterno (ITA)     | Angelo Conterno (ITA)     |
| 3a    | 19 de maig | Montecatini Terme - Siena   | 205 | Antonio Bevilacqua (ITA)  | Nino Defilippis (ITA)     |
| 4a    | 20 de maig | Siena - Roma                | 250 | Désiré Keteleer (BEL)     | Nino Defilippis (ITA)     |
| 5a    | 22 de maig | Roma - Rocca di Papa (CRI)  | 35  | Fausto Coppi (ITA)        | Fritz Schär (SUI)         |
| 6a    | 23 de maig | Roma - Nàpols               | 238 | Rik van Steenbergen (BEL) | Fritz Schär (SUI)         |
| 7a    | 24 de maig | Nàpols - Roccaraso          | 140 | Giorgio Albani (ITA)      | Rik van Steenbergen (BEL) |
| 8a    | 25 de maig | Roccaraso - Ancona          | 224 | Rino Benedetti (ITA)      | Fiorenzo Magni (ITA)      |
| 9a    | 26 de maig | Ancona - Riccione           | 250 | Rik van Steenbergen (BEL) | Fiorenzo Magni (ITA)      |
| 10a   | 27 de maig | Riccione - Venècia          | 285 | Rik van Steenbergen (BEL) | Fausto Coppi (ITA)        |
| 11a   | 29 de maig | Venècia - Bolzano           | 276 | Fausto Coppi (ITA)        | Fausto Coppi (ITA)        |
| 12a   | 30 de maig | Bolzano - Bèrgam            | 226 | Oreste Conte (ITA)        | Fausto Coppi (ITA)        |
| 13a   | 31 de maig | Bèrgam - Como               | 143 | Alfredo Pasotti (ITA)     | Fausto Coppi (ITA)        |
| 14a   | 1 de juny  | Erba - Como (CRI)           | 65  | Fausto Coppi (ITA)        | Fausto Coppi (ITA)        |
| 15a   | 2 de juny  | Como - Gènova               | 247 | Giuseppe Minardi (ITA)    | Fausto Coppi (ITA)        |
| 16a   | 3 de juny  | Gènova - Sanremo            | 141 | Annibale Brasola (ITA)    | Fausto Coppi (ITA)        |
| 17a   | 5 de juny  | Sanremo - Cuneo             | 190 | Nino Defilippis (ITA)     | Fausto Coppi (ITA)        |
| 18a   | 6 de juny  | Cuneo - Saint-Vincent       | 190 | Pasquale Fornara (ITA)    | Fausto Coppi (ITA)        |
| 19a   | 7 de juny  | Saint-Vincent - Verbania    | 298 | Fritz Schär (SUI)         | Fausto Coppi (ITA)        |
| 20a   | 8 de juny  | Verbania - Milà             | 147 | Antonio Bevilacqua (ITA)  | Fausto Coppi (ITA)        |

## Classificacions finals

### Classificació general
| Classificació General                  | Classificació General   | Classificació General | Classificació General |
| Pos.                                   | Ciclista                | Equip                 | Temps                 |
| -------------------------------------- | ----------------------- | --------------------- | --------------------- |
| 1                                      | Fausto Coppi (ITA)      | Bianchi               | 114h 36' 43"          |
| 2                                      | Fiorenzo Magni (ITA)    | Ganna                 | + 09' 18"             |
| 3                                      | Ferdi Kübler (SUI)      | Fiorelli              | + 09' 24"             |
| 4                                      | Donato Zampini (ITA)    | Benotto               | + 10' 29"             |
| 5                                      | Gino Bartali (ITA)      | Bartali               | + 10' 33"             |
| 6                                      | Stan Ockers (BEL)       | Girardengo            | + 10' 58"             |
| 7                                      | Giancarlo Astrua (ITA)  | Atala                 | + 14' 30"             |
| 8                                      | Hugo Koblet (SUI)       | Guerra                | + 14' 38"             |
| 9                                      | Raphaël Géminiani (FRA) | Bianchi               | + 16' 44"             |
| 10                                     | Giorgio Albani (ITA)    | Legnano               | + 18' 14"             |
| 112 participants, 91 acabaren la cursa |                         |                       |                       |

### Classificació de la muntanya
|   | Ciclista                | Equip   | Punts |
| - | ----------------------- | ------- | ----- |
| 1 | Raphaël Géminiani (FRA) | Bianchi | --    |
| 2 | Fausto Coppi (ITA)      | Bianchi | --    |
| 3 | Gino Bartali (ITA)      | Bartali | --    |